# カスペル・スポルク
カスペル・スポルク（オランダ語: Casper Antoine Sporck, 1922年8月10日 - 1945年4月8日) は、第二次世界大戦中の武装親衛隊オランダ人義勇兵で、ヘラルダス・モーイマン、デルク＝エルスコ・ブラインスに続くオランダ人義勇兵第3の騎士十字章受章者。最終階級はSS伍長(SS-Unterscharführer)。

## ドイツ軍入隊までの経歴
1922年8月10日、スポルクはオランダ王国リンブルフ州ヘールレンの商人の子として生まれた。彼の母親はスポルクが5歳だった1927年10月5日に、6番目の子供を産む際に亡くなった。その後、スポルクは6歳から14歳まで初等学校に通い、それからは製パン業者としての職業訓練を始め、最終的にマーストリヒトで菓子製造職人となった。スポルクが武装親衛隊に志願したのは1941年、19歳の時である。

## 義勇部隊「ニーダーランデ」時代
1941年4月26日に創設されたSS「ノルトヴェスト」連隊（フラマン人およびオランダ人義勇兵から成る）は解隊され、所属していたオランダ人義勇兵は義勇部隊「ニーダーランデ」（SS-Freiwilligen Legion Niederlande）に転属した。スポルクは対戦車猟兵として1941年9月24日に同部隊に配属され、1942年2月1日からは東部戦線ノヴゴロド地区でソビエト赤軍との戦闘に従事した。彼はSS二等兵として3.7cm対戦車砲の砲手を勤めたが、1942年4月5日に負傷して後送された。
1942年7月10日、スポルクは戦傷章黒を授与された。7月13日には東プロイセンのLyckからオランダの北ホラント州Bussumに移動し、対戦車猟兵補充大隊の衛生隊で療養を続けた。

## 「ノルトラント」師団時代
1942年9月1日、スポルクはSS上等兵に昇進し、1943年11月2日付で第11SS装甲偵察大隊の一砲手としてSS装甲擲弾兵師団「ノルトラント」に転属となった。

### オラニエンバウムからの撤退
1943年12月31日にSS兵長に昇進したカスペル・スポルクは、「ノルトラント」師団とともにレニングラード戦線のオラニエンバウムへ向かった。1944年1月14日にソビエト赤軍はドイツ軍によるレニングラード包囲網を破り、ドイツ軍はエストニアのナルヴァへの撤退を開始した。
その途中である1944年1月26日早朝、「ノルトラント」師団所属の第11SS装甲偵察大隊第5中隊は記録に値する戦闘を経験した。グバニツィ（Gubanizy）において同中隊は3門の75mm対戦車砲と8両のSd Kfz 251/9（24口径7.5cm砲搭載支援車輌）をもって61両（資料によっては56両）のソビエト赤軍戦車と交戦し、そのうち48両（資料によっては31両）を撃破するという戦果を挙げたのである。そして、そのうちの11両はスポルクが指揮するSd Kfz 251/9が撃破したものであった。この戦闘における功績により、カスペル・スポルクSS兵長には1月30日付で二級鉄十字章と一級鉄十字章が授与された。

### エストニアからクールラントへ
ナルヴァの戦いもたけなわの1944年4月20日、スポルクは戦車突撃章銅章を授与され、5月1日にはSS伍長へと昇進した。1944年8月19日から25日にかけてはさらに合計11両の敵戦車を撃破した。
1944年9月24日、ドイツ軍がエストニアからラトビア北部クールラントへ撤退を行う中、スポルクは2門の軽歩兵砲を配置し、大隊の後退を援護した。
1944年10月23日、これまでの活躍を認められたスポルクはクールラントで騎士鉄十字章を授与され、オランダ人義勇兵第3の騎士鉄十字章受章者となった。彼の活躍はオランダ本国の新聞記事によって広く伝えられた。

## 最期
その後もスポルクは「ノルトラント」師団に所属し、押し寄せるソビエト赤軍に立ち向かった。しかし、1945年3月6日に負傷したスポルクはシュテッティンの病院へ送られることとなった。ところが、負傷兵を満載した列車は赤十字のマークを明示していたにもかかわらず、シュテッティンに向かう途中でアメリカ空軍機の爆撃を受けた。これがもとでスポルクは新たな傷を負ってしまった。
ドイツ全軍が降伏する1ヵ月前の1945年4月8日、スポルクはバイロイトの野戦病院で亡くなった。22歳であった。

## カスペル・スポルクの騎士鉄十字章の行方
現在（2003年）において、カスペル・スポルクが受章した騎士鉄十字章の所在は不明である。1945年春の初旬、重傷を負ってドイツに後送されたスポルクは自身が受章した勲章をあるカトリック司祭に手渡した。後にスポルクの家族（姉妹）はドイツ赤十字社の協力を得て、何年もの間これらのスポルクの勲章の所在を突き止めようとしたが、その痕跡すら見つけることはできなかった。
ちなみに、武装親衛隊オランダ人義勇兵として（武装親衛隊の外国人としても）最初に騎士鉄十字章を受章（1943年2月20日）したヘラルダス・モーイマンの騎士鉄十字章は、1945年5月4日にモーイマンが降伏した相手のアメリカ兵に奪われた（と、モーイマンは1967年のインタビューで明らかにした）。そのため、1950年代にモーイマンは第二の騎士鉄十字章を購入した（が、モーイマンはその第二の騎士鉄十字章を自身の親しい戦友であり、勲章蒐集家でもある人物に手渡した）。2003年の数年前にその人物は死去し、その人物の子息は最終的にロッテルダム在住の有名な蒐集家にモーイマンの（第二の）騎士鉄十字章を売却した。
そのほか、武装親衛隊オランダ人義勇兵第二の騎士鉄十字章受章者（1944年8月23日）、デルク＝エルスコ・ブラインスが受章した騎士鉄十字章は現在（2003年）も彼の家族の手元にある。

## 勲章
- 戦傷章黒（1942年7月10日）
- 東部戦線従軍記章（写真で第2ボタンホールに略綬を着用しているのが確認できる）
- 二級鉄十字章（1944年1月30日）
- 一級鉄十字章（1944年1月30日）
- 騎士鉄十字章（1944年10月23日）

## 註
1. ↑  Axis History Factbook・View topic - mooyman  - http://forum.axishistory.com/viewtopic.php?f=51&t=39666

## 文献
- Agte, Patrick. Europas Freiwillige der Waffen-SS Deutschland: Aufl. Pluwig, Munin Verlag 2000. ISBN 3980721507
- Krätschmer, Ernst-Günther. Die Ritterkreuzträger der Waffen-SS. Coburg, Deutschland: NATION EUROPA VERLAG, 2003 ISBN 3-920677-43-9.
- Tieke, Wilhelm. Tragedy of the Faithful: A History of the lll.（germanisches）SS-Panzer-Korps.  Manitoba, Canada: J.J. Fedorowicz Publishing, 2001. ISBN 0-921991-61-4.